# Badminton 1993
Höhepunkte des Badmintonjahres 1993 waren die Weltmeisterschaft und der Sudirman Cup.
== World Badminton Grand Prix ==
| Veranstaltung       | Herreneinzel           | Dameneinzel         | Herrendoppel                            | Damendoppel                          | Mixed                                |
| ------------------- | ---------------------- | ------------------- | --------------------------------------- | ------------------------------------ | ------------------------------------ |
| Chinese Taipei Open | Heryanto Arbi          | Lim Xiaoqing        | Cheah Soon Kit Soo Beng Kiang           | Lim Xiaoqing Christine Magnusson     | Denny Kantono Zelin Resiana          |
| Japan Open          | Heryanto Arbi          | Ye Zhaoying         | Chen Hongyong Chen Kang                 | Chung So-young Gil Young-ah          | Thomas Lund Catrine Bengtsson        |
| Korea Open          | Joko Suprianto         | Bang Soo-hyun       | Huang Zhanzhong Zheng Yumin             | Chung So-young Gil Young-ah          | Thomas Lund Catrine Bengtsson        |
| Swiss Open          | Fung Permadi           | Yuliani Santosa     | Peter Axelsson Pär-Gunnar Jönsson       | Gillian Clark Joanne Wright          | Pär-Gunnar Jönsson Maria Bengtsson   |
| Swedish Open        | Thomas Stuer-Lauridsen | Bang Soo-hyun       | Rexy Mainaky Ricky Subagja              | Chung So-young Gil Young-ah          | Thomas Lund Catrine Bengtsson        |
| All England         | Heryanto Arbi          | Susi Susanti        | Jon Holst-Christensen Thomas Lund       | Chung So-young Gil Young-ah          | Jon Holst-Christensen Grete Mogensen |
| Malaysia Open       | Ardy Wiranata          | Susi Susanti        | Rexy Mainaky Ricky Subagja              | Lim Xiaoqing Christine Magnusson     | Michael Søgaard Gillian Gowers       |
| Indonesia Open      | Alan Budikusuma        | Ye Zhaoying         | Rexy Mainaky Ricky Subagja              | Finarsih Lili Tampi                  | Rudy Gunawan Rosiana Tendean         |
| Canadian Open       | Thomas Stuer-Lauridsen | Camilla Martin      | Jon Holst-Christensen Thomas Lund       | Lim Xiaoqing Christine Magnusson     | Thomas Lund Pernille Dupont          |
| US Open             | Marleve Mainaky        | Lim Xiaoqing        | Jon Holst-Christensen Thomas Lund       | Chung So-young Gil Young-ah          | Thomas Lund Catrine Bengtsson        |
| China Open          | Joko Suprianto         | Han Jingna          | Rudy Gunawan Bambang Suprianto          | Chen Ying Wu Yuhong                  | Chen Xingdong Sun Man                |
| Hong Kong Open      | Hermawan Susanto       | Ye Zhaoying         | S. Antonius Budi Ariantho Denny Kantono | Chen Ying Wu Yuhong                  | Rudy Gunawan Rosiana Tendean         |
| German Open         | Thomas Stuer-Lauridsen | Susi Susanti        | Jon Holst-Christensen Thomas Lund       | Finarsih Lili Tampi                  | Thomas Lund Erica van den Heuvel     |
| Dutch Open          | Poul-Erik Høyer Larsen | Susi Susanti        | Cheah Soon Kit Soo Beng Kiang           | Finarsih Lili Tampi                  | Jan-Eric Antonsson Astrid Crabo      |
| Denmark Open        | Poul-Erik Høyer Larsen | Ye Zhaoying         | Jon Holst-Christensen Thomas Lund       | Lotte Olsen Lisbet Stuer-Lauridsen   | Thomas Lund Catrine Bengtsson        |
| Finnish Open        | Peter Espersen         | Camilla Martin      | Christian Jakobsen Henrik Svarrer       | Camilla Martin Marlene Thomsen       | Jan-Eric Antonsson Astrid Crabo      |
| Russian Open        | Hannes Fuchs           | Marina Andrievskaia | Mikhail Korshuk Vitaliy Shmakov         | Marina Andrievskaia Marina Yakusheva | Nikolay Zuev Marina Andrievskaia     |
| Thailand Open       | Joko Suprianto         | Susi Susanti        | Rudy Gunawan Bambang Suprianto          | Ge Fei Gu Jun                        | Liu Jianjun Wang Xiaoyuan            |
| Scottish Open       | Steve Butler           | Camilla Martin      | Jon Holst-Christensen Thomas Lund       | Lotte Olsen Lisbet Stuer-Lauridsen   | Thomas Lund Catrine Bengtsson        |
| Grand Prix Finale   | Joko Suprianto         | Susi Susanti        | Rudy Gunawan Bambang Suprianto          | Finarsih Lili Tampi                  | Thomas Lund Catrine Bengtsson        |

## Terminkalender
| Veranstaltung                                       | Ort                 | Beginn             | Ende               |
| --------------------------------------------------- | ------------------- | ------------------ | ------------------ |
| Westdeutsche Badmintonmeisterschaft 1993            | Mülheim an der Ruhr | 9. Januar 1993     | 10. Januar 1993    |
| Deutsche Badmintonmeisterschaft 1993                | Mülheim an der Ruhr | 5. Februar 1993    | 7. Februar 1993    |
| Englische Meisterschaft 1993                        | Norwich             | 5. Februar 1993    | 7. Februar 1993    |
| Schweizer Badmintonmeisterschaft 1993               | Olten               | 6. Februar 1993    | 7. Februar 1993    |
| All England 1993                                    | London              | 17. März 1993      | 21. März 1993      |
| German Juniors 1993                                 | Bottrop             | 19. März 1993      | 21. März 1993      |
| French Open 1993                                    | Paris               | 24. März 1993      | 28. März 1993      |
| Badminton-Asienmeisterschaft 1993                   | Hongkong            | 31. März 1993      | 4. April 1993      |
| Badminton-Junioreneuropameisterschaft 1993          | Sofia               | 11. April 1993     | 17. April 1993     |
| Polnische Badmintonmeisterschaft 1993               | Krakau              | 7. Mai 1993        | 9. Mai 1993        |
| Badminton bei den Ostasienspiele 1993               | Shanghai            | 9. Mai 1993        | 18. Mai 1993       |
| Plume d’Or 1993                                     | Luxemburg           | 14. Mai 1993       | 16. Mai 1993       |
| Sudirman Cup 1993                                   | Birmingham          | 25. Mai 1993       | 30. Mai 1993       |
| Badminton-Weltmeisterschaft 1993                    | Birmingham          | 31. Mai 1993       | 6. Juni 1993       |
| Südostasienspiele 1993/Badminton                    | Singapur            | 12. Juni 1993      | 20. Juni 1993      |
| Badminton bei den Island Games 1993                 | Isle of Wight       | 4. Juli 1993       | 9. Juli 1993       |
| Malaysia Open 1993                                  | Kuching             | 13. Juli 1993      | 17. Juli 1993      |
| Indonesia Open 1993                                 | Jakarta             | 21. Juli 1993      | 24. Juli 1993      |
| Badminton bei den Sommer-Deaflympics 1993           | Sofia               | 24. Juli 1993      | 2. August 1993     |
| Badminton World Cup 1993                            | Neu-Delhi           | 1. September 1993  | 5. September 1993  |
| Badminton bei den Chinesischen Nationalspielen 1993 | Sichuan             | 4. September 1993  | 15. September 1993 |
| Uppsala International 1993                          | Uppsala             | 17. September 1993 | 19. September 1993 |
| Badminton-Europapokal 1993                          | Kristiansand        | 23. September 1993 | 26. September 1993 |
| German Open 1993                                    | Leverkusen          | 30. September 1993 | 3. Oktober 1993    |
| Czech International 1993                            | Kladno              | 1. Oktober 1993    | 3. Oktober 1993    |
| Denmark Open 1993                                   | Højbjerg Sogn       | 14. Oktober 1993   | 17. Oktober 1993   |
| Slovenia International 1993                         | Ljubljana           | 22. Oktober 1993   | 24. Oktober 1993   |
| Thailand Open 1993                                  | Bangkok             | 4. November 1993   | 7. November 1993   |
| Hungarian International 1993                        | Budapest            | 5. November 1993   | 7. November 1993   |
| China Open 1993                                     | Hangzhou            | 10. November 1993  | 14. November 1993  |
| Norwegian International 1993                        | Sandefjord          | 12. November 1993  | 14. November 1993  |
| BMW Open 1993                                       | Saarbrücken         | 13. November 1993  | 15. November 1993  |
| Hong Kong Open 1993                                 | Hongkong            | 15. November 1993  | 21. November 1993  |
| Bulgarian International 1993                        | Sofia               | 19. November 1993  | 21. November 1993  |
| Brazil International 1993                           | São Paulo           | 20. November 1993  | 21. November 1993  |
| Welsh International 1993                            | Cardiff             | 3. Dezember 1993   | 5. Dezember 1993   |
| Irish Open 1993                                     | Dublin              | 10. Dezember 1993  | 12. Dezember 1993  |
| Finale des World Badminton Grand Prix 1993          | Kuala Lumpur        | 15. Dezember 1993  | 19. Dezember 1993  |